# Théophile Seyrig
Pour les articles homonymes, voir Seyrig.
François Gustave Théophile Seyrig (Berlin, 19 février 1843 - Paris, 5 juillet 1923) est un ingénieur du génie civil français, associé de Gustave Eiffel.

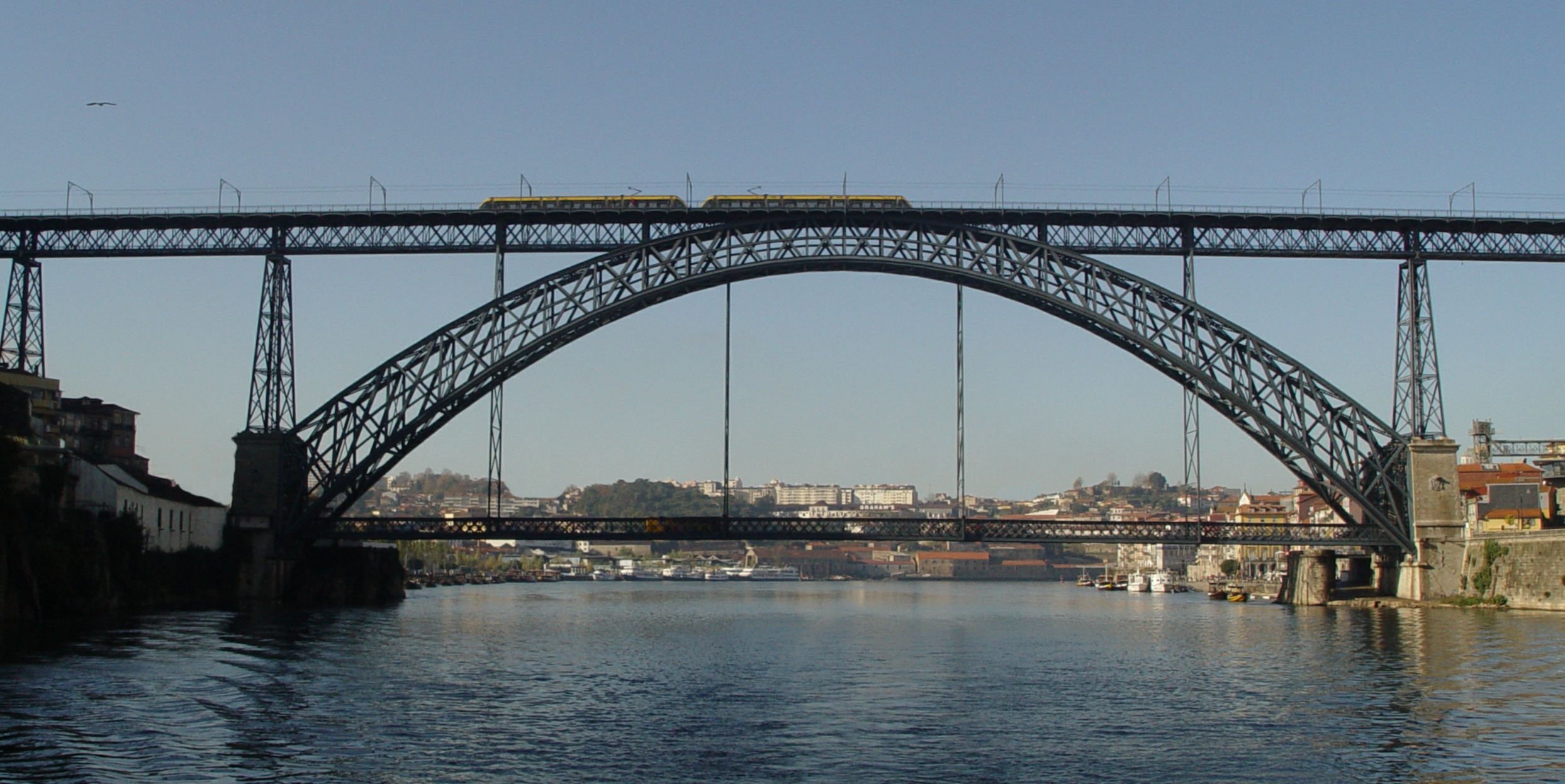
Pont Dom-Luís, à Porto (Portugal), 1886.

## Biographie
Théophile Seyrig est le fils unique de l'inventeur et luthier d'origine allemande Gottlieb Saurich. Il devient l'associé de Gustave Eiffel, autre ingénieur formé à l'École centrale Paris, dans la société française Eiffel et Cie. C'est son idée d'un tablier retenu par une grande arche qui est retenue pour la construction du pont Maria Pia à Porto (Portugal), inauguré en 1877. Lorsque l'entreprise Eiffel reprend ce concept pour la construction du viaduc de Garabit, Seyrig exigera une revalorisation salariale à son employeur. Eiffel refuse ses demandes et rompt unilatéralement le contrat qui le lie avec Seyrig le 30 juin 1879. Celui-ci sera remplacé quelques mois plus tard à l'entreprise Eiffel par Maurice Koechlin.
Seyrig fut ensuite administrateur délégué de la société belge Willebroeck (Société anonyme de construction et ateliers de Willebroeck). Sa proposition d'un  pont métallique à grande arche sera retenue pour la construction du Pont Luis I, à Porto (Portugal), qui sera inauguré en l'an 1886.

## Œuvres
- Viaducs de Neuvial (1868) et de Rouzat (1869), près de Saint-Bonnet-de-Rochefort, Allier (Eiffel et Cie)
- Pont Maria Pia, à Porto (Portugal), 1877 (Eiffel et Cie)
- Pont Luis I, à Porto (Portugal), 1886 (Société anonyme de construction et ateliers de Willebroeck)

## Publications
- Seyrig, Théophile. Pont d. Luiz I. à Porto, Librairie centrale des chemins de fer, Paris, 1884.
- Heinrich Franz Bernhard Müller-Breslau et T. Seyrig, Eléments de statique graphique appliquée aux constructions, Librairie Polytechnique Baudry, 1886 (lire en ligne).
- Théophile Seyrig, Statique graphique des systèmes triangulés: Exemples d'applications.... II, Gauthier-Villars, 1989 (lire en ligne), version sur storage.lib.uchicago.edu